# Eleições presidenciais na Somália em 2009

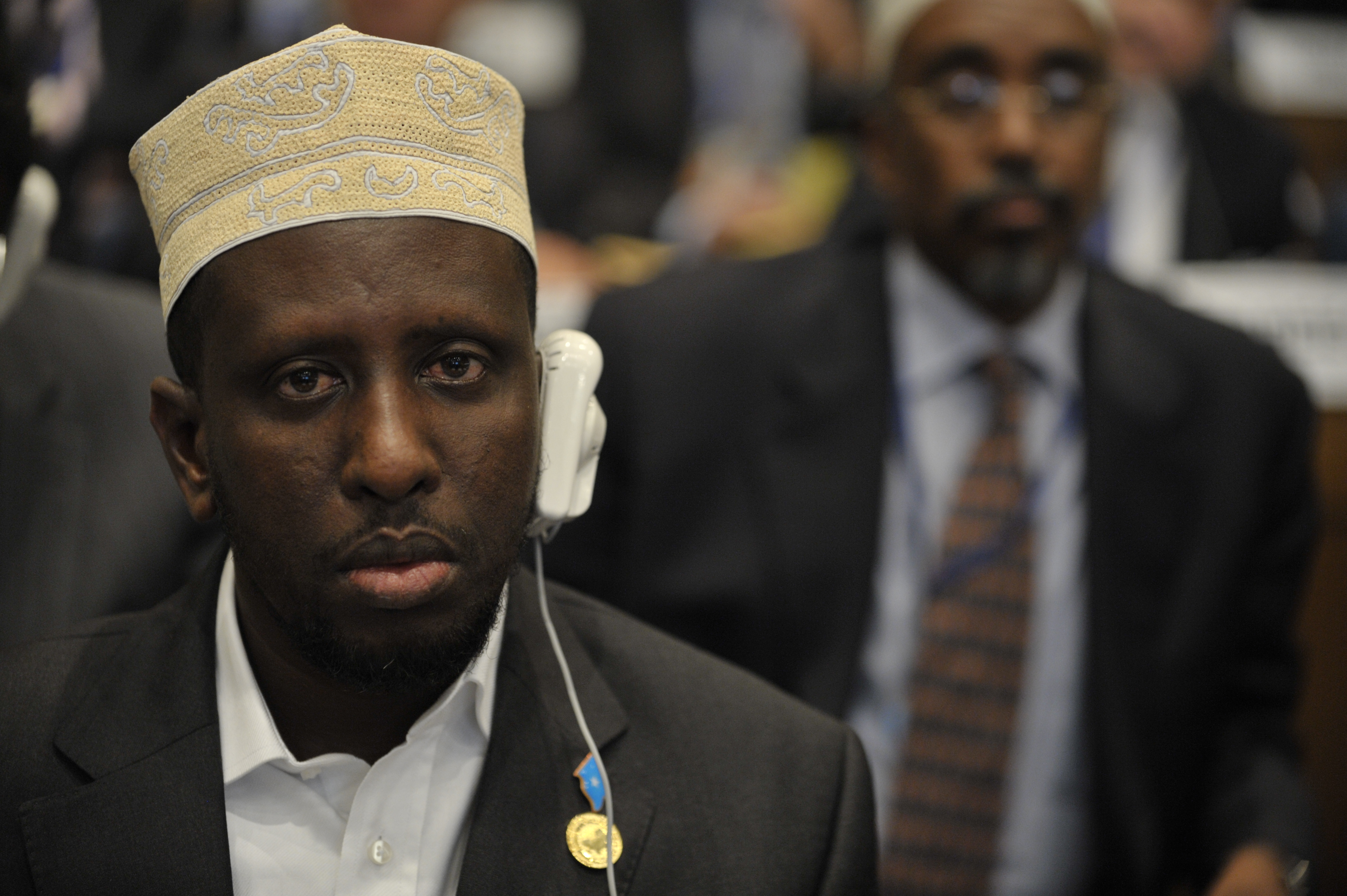
Sharif Ahmed, vencedor das eleições presidenciais indiretas na Somália em 2009

As eleições presidenciais somalis de 2009 ocorreram em 30 de janeiro, de forma indireta, por meio do parlamento. Devido à questões de segurança em Baidoa, sul da Somália, as eleições ocorreram em Djibuti.
Sumário

## Pano de fundo
As eleições foram necessárias após a renúncia do presidente Abdullahi Yusuf Ahmed, em 29 de dezembro de 2008, após a demissão de toda a equipe de governo do primeiro-ministro Nur Hassan Hussein, que não foi aprovado pelo Parlamento Federal de Transição. Como tal, o Presidente do Parlamento Adan Mohamed Nuur Madobe atuou como presidente interino até o parlamento eleger um novo presidente com base na Carta Federal de Transição 30 dias depois. O adiamento da eleição até que um novo parlamento interino, que provavelmente incluiria oposição islamita moderada, estava sendo considerado, mas o presidente interino Adan Mohamed Nuur Madobe declarou que um novo presidente dentro de um período de 30 dias, como estabelecido pela Constituição Somali. Em 11 de janeiro de 2009, o comissário de paz e segurança da União Africana, Ramtane Lamamra, anunciou que a eleição ocorreria em 26 de janeiro de 2009, com preparativos que incluiriam nomeações de candidatos com início em 20 de Janeiro.
O primeiro-ministro, Nur Hassan Hussein anunciou em 15 de janeiro de 2009 que ele gostaria de se tornar presidente. Outros candidatos oficiais inclíam Mohamed Afrah Qanyare (em ex-chefe militar de Mogadíscio, Hassan Abshir Farah (ex-primeiro-ministro), Ali Mohammed Ghedi (ex-primeiro-ministro), Ali Khalif Galaid (ex-primeiro-ministro) e Mohammed Said Hersi Morgan (um ex-chefe militar de Kismayo); o presidente da Aliança para a Relibertação da Somália, Sharif Ahmed, também afirmou que ele era um candidato para à presidência. No total, pelo menos dezesseis candidatos declararam que queriam se tornar presidente. Nur Hassan Hussein e Sharif Ahmed eram vistos como os principais candidatos. Devido a dificuldades de se escolher o presidente sucessor, foi considerado prorrogamento do prazo, apesar da forte pressão da comunidade internacional. A data original de 28 de Janeiro de 2009 foi prorrogada por mais cinco dias, ou seja, a eleição foi realizada em 2 fevereiro de 2009.
Como planejado, o Parlamento Federal de Transição foi alargada para incluir mais 200 representantes da oposição islamista e 75 representantes para os cidadãos somalis, além de representantes da diáspora somali. O primeiro grupo tomou posse em 27 de janeiro de 2009. Dos 275 deputados 211 votaram a favor do alargamento do parlamento e 6 votaram contra, com 3 abstenções.

## Candidatos
Catorze candidatos apresentaram-se formalmente para concorrer nas eleições. Os candidatos foram:
- Mohamed Osman Aden, conselheiro na embaixada somali em Nairobi, Quênia.
- Sharif Ahmed, presidente da Aliança para a Relibertação da Somália.
- Mohamed Ahmed Ali, um jovem candidato representante da diáspora somali nos Estados Unidos.
- Awad Ahmed Asharo, deputado somali.
- Yusuf Azhari, assessor do ex-presidente Yusuf.
- Ali Hashi Dhoore, empresário somali na Itália.
- Hassan Abshir Farah, ex-prefeito de Mogadíscio e deputado entre 2001 e 2003.
- Mohamoud Mohamed Guled, deputado e ex-ministro, foi apontado como deputado pelo então presidente Ahmed Yusuf no final de 2008 antes de renunciar, alguns dias depois.
- Ali Khalif Galaid, deputado entre 2000 e 2001, professor universitário.
- Abdirahman Abdi Hussein, ex-general e enviado para o Irã.
- Nur Hassan Hussein, então primeiro-ministro somali.
- Ahmed Hashi Mahmoud, ex-oficial do exército.
- Maslah Mohamed Siad, general e filho do ex-ditador Mohamed Siad Barre.
- Musa Mualim Yusuf, comerciante baseado em Uganda, nunca viveu na Somália.

## Resultados
Houve três rodadas de votação, embora se um candidato obtivesse dois terços nas rodadas anteriores, a votação se encerraria. A primeira rodada de votação reduziu o número de candidatos para seis, o segundo para apenas dois, com o vencedor decidido apenas na terceira e última rodada.
Assim a primeira rodada de votação começou, vários candidatos se retiraram, aumentando a especulação de que a votação seria em grande parte restringido à escolha entre Nur Hassan Hussein e Sharif Ahmed. Na primeira votação, Sharif Ahmed conseguiu 215 votos, Maslah Mohamed Siad 60 e Nur Hassan Hussein, 59. Nur Hassan Hussein, em seguida, retirou sua candidatura, deixando a eleição de Sharif Ahmed como presidente praticamente assegurada. Segundo relatos, Ali Khalif Galaid também desistiu. De fato, todos os candidatos, exceto Maslah Mohamed Siad desistiram após a segunda rodada de votação; Sharif Ahmed ganhou a terceira votação de 293 a 126 votos.
Após a eleição, o grupo terrorista Al Shabaab declarou que iniciaria uma nova campanha de ataques contra o governo, seja qual fosse o vencedor do pleito.

## Reação da ONU
O Secretário-Geral da ONU, Ban Ki-Moon, declarou que a eleição do xeique é um sinal de esperança para a solução da crise. "Mantive um encontro com o novo Presidente Shariff Ahmed para discutir sobre paz e estabilidade, democracia, liberdade e luta contra a pirataria. Estou feliz que os somalis tenham eleito este dirigente jovem e dinâmico. Espero com impaciência trabalhar com ele", declarou o Secretário em Addis Abeba, a capital etíope.